# Pernettya howellii
Pernettya howellii är en ljungväxtart som beskrevs av Herman Otto Sleumer. Pernettya howellii ingår i släktet Pernettya och familjen ljungväxter. Inga underarter finns listade i Catalogue of Life.